# Адміністративний устрій Мангушського району
Адміністративний устрій Мангушського району — адміністративно-територіальний поділ Мангушського району Донецької області на 2 селищні ради та 8 сільських рад, які об'єднують 26 населені пункти та підпорядковані Мангушській районній раді. Адміністративний центр — смт Мангуш.

## Список радМангушського району
| № | Назва                        | Центр           | Населені пункти                                                                          | Площа км² | Місце за площею | Населення (2001), чол. | Місце за населенням |
| - | ---------------------------- | --------------- | ---------------------------------------------------------------------------------------- | --------- | --------------- | ---------------------- | ------------------- |
| 1 | Мангушська селищна рада      | смт Мангуш      | смт Мангуш                                                                               |           |                 |                        |                     |
| 2 | Ялтинська селищна рада       | смт Ялта        | смт Ялта с. Азовське с. Юр'ївка                                                          |           |                 |                        |                     |
| 3 | Бердянська сільська рада     | с. Бердянське   | с. Бердянське с. Агробаза с. Приазовське с. Радянська Україна с. Шевченко                |           |                 |                        |                     |
| 4 | Покровська сільська рада     | с. Покровське   | с. Покровське с-ще Рибацьке с. Червоне с. Широка Балка                                   |           |                 |                        |                     |
| 5 | Комишуватська сільська рада  | с. Комишувате   | с. Комишувате с. Дем'янівка с. Українка                                                  |           |                 |                        |                     |
| 6 | Мелекінська сільська рада    | с. Мелекіне     | с. Мелекіне с. Білосарайська Коса с. Бурякова Балка с. Глибоке с. Огороднє с. Портівське |           |                 |                        |                     |
| 7 | Стародубівська сільська рада | с. Стародубівка | с. Стародубівка с. Захарівка                                                             |           |                 |                        |                     |
| 8 | Урзуфська сільська рада      | с. Урзуф        | с. Урзуф с. Бабах-Тарама                                                                 |           |                 |                        |                     |